# Rhipsideigma raffrayi
Rhipsideigma raffrayi is een keversoort uit de familie Cupedidae. De wetenschappelijke naam van de soort is voor het eerst geldig gepubliceerd in 1884 door Fairmaire.